# Contea di Sampson
La contea di Sampson in inglese Sampson County è una contea dello Stato della Carolina del Nord, negli Stati Uniti. La popolazione al censimento del 2000 era di 60 161 abitanti. Il capoluogo di contea è Clinton.